# دیشی، شهرستان مائو
دیشی، شهرستان مائو (به لاتین: Diexi) یک شهرک در جمهوری خلق چین است که در Mao County واقع شده‌است. دیشی ماو شهرستان ۲٬۶۹۷ نفر جمعیت دارد.